# Antoine Durrleman
Pour les articles homonymes, voir Durrleman.
Antoine Durrleman, né le 31 juillet 1951 à Lille est un haut fonctionnaire français.
Membre de la Cour des Comptes, il fut notamment directeur général de l'APHP et directeur de l'ENA.

## Biographie
Antoine Durrleman est le fils du pasteur Christophe Durrleman (1921-2001) et de Rose-Marie Durrleman (1919-2018). Son grand-père, le pasteur Freddy Durrleman (1881-1944), avait créé en 1920 La Cause, une fondation de solidarité sociale et un organisme d'adoption international.
Il obtient une agrégation de lettres classiques, une licence d'histoire, le diplôme de Sciences Po Paris, et entre à l'ENA dont il sort comme auditeur de la Cour des Comptes (1981-1985), puis est nommé conseiller référendaire (1985).
En 1986, il entre au cabinet du Premier ministre Jacques Chirac. Il occupe des fonctions de délégué aux affaires sanitaires et sociales de la Ville de Paris (1991-1995), puis devient conseiller pour les affaires sociales du premier ministre Alain Juppé (1995-1997), où il s'occupe de la réforme de l'assurance-maladie.
De 1997 à 2002, il est directeur général de l'APHP. Sa principale action dans ce poste a été de développer les hôpitaux de banlieue.
De 2002 à 2007, il est directeur de l'ENA. Il y européanise les études.
Le 2 février 2011, il est nommé président de la 6e chambre de la Cour des comptes, et quitte ses fonctions le 1er janvier 2018, lors de la réduction du nombre de chambres. Depuis mars 2016, il est également membre de la 4e section de l’Académie de médecine.
Il est président du Centre d'action sociale protestant (CASP), jusqu'en 2021. Il préside le conseil d'administration du parc national des Cévennes de 1996 à 1998. Il est président de la Fondation du protestantisme depuis le 1er janvier 2022[réf. nécessaire].

### Vie personnelle
Il se marie en 1981 avec Catherine Bergeal, conseillère d'État,[source insuffisante].

## Distinctions
- Officier de la Légion d'honneur. Nommé chevalier de la Légion d'honneur le 24 avril 2001, puis promu au grade d'officier le 13 juillet 2012[9].
- Commandeur de l'ordre national du Mérite

## Publications
- Protestantisme et libertés en France au XVIIe siècle, avec Catherine Bergeal, Carrières-sous-Poissy : la Cause, 1985, 156 p.
- Éloge et condamnation de la révocation de l’Édit de Nantes, vol. 2 de textes d'histoire protestante, avec Catherine Bergeal, Carrières-sous-Poissy : la Cause, 104 p.
- Redéfinir le travail social, réorganiser l’action sociale, Commissariat général au plan, 1993